# Bergsdeputation
Bergsdeputation var ett under frihetstiden förekommande, dock ej i grundlagarna omtalat riksdagsutskott för frågor rörande bergsbruket och med överinseende över bergverken.
Förslaget 1720, tillsattes det första gången 1723. Ledamöterna var från början 20; 8 adelsmän, 4 präster, 4 borgare och 4 bönder, men blev senare 30; 12 adelsmän och häften så många från de övriga stånden.